# Héctor Guidi
Juan Héctor Guidi (ur. 14 lipca 1930 w Avellanedzie, zm. 8 lutego 1973) – piłkarz argentyński noszący przydomek El Nene, pomocnik.
Urodzony w Avellaneda (w dzielnicy Piñeiro) Guidi w piłkę zaczął grać w miejscowym klubie Club Unidos de Piñeiro. W 1949 roku został graczem klubu CA Lanús, któremu w 1950 roku pomógł zdobyć mistrzostwo drugiej ligi.
Jako piłkarz klubu Lanús wziął udział w turnieju Copa del Atlántico 1956, gdzie Argentyna zajęła drugie miejsce. Guidi zagrał w obu meczach – z Urugwajem i Brazylią.
Rok później wziął udział w turnieju Copa América 1957, gdzie Argentyna zdobyła mistrzostwo Ameryki Południowej.Guidi zagrał tylko w meczu z Urugwajem, gdzie w 75 minucie wszedł na boisko za Néstora Rossiego.
Nadal jako gracz klubu Lanús wziął udział w ekwadorskim turnieju Copa América 1959, gdzie Argentyna została wicemistrzem Ameryki Południowej. Guidi zagrał we wszystkich czterech meczach – z Paragwajem (w 69 minucie zmienił Antonio Rattína), Ekwadorem, Urugwajem i Brazylią.
Następnie wziął udział w turnieju Copa del Atlántico 1960, gdzie Argentyna zajęła drugie miejsce. Guidi zagrał w dwóch meczach – z Paragwajem i Brazylią.
W 1962 roku grał w klubie CA Independiente, po czym w 1963 roku wrócił do drugoligowego wtedy Lanús, któremu pomógł w 1964 roku wywalczyć mistrzostwo drugiej ligi. W 1966 roku, jako gracz Lanús, zakończył karierę piłkarską.
Łącznie w lidze argentyńskiej Guidi rozegrał 332 mecze i zdobył 10 bramek – z tego w Lanús rozegrał 320 meczów i zdobył 10 bramek. W reprezentacji Argentyny w latach 1956–1961 rozegrał 37 meczów i nie zdobył żadnej bramki.
Guidi zmarł 8 lutego 1973 roku. Zapamiętany został jako jedna z największych gwiazd klubu Lanús, a jedna z ulic obok klubowego stadionu La Fortaleza nazwana została imieniem Héctora Guidiego.